# FK Bežanija
O Fudbalski Klub Bežanija (sérvio:Фудбалски клуб Бежанија) é uma equipe de futebol de Nova Belgado, bairro da cidade de Belgrado, Sérvia. Suas cores são azul e vermelho. Foi fundado em 1921.
Disputa seus jogos no moderno Bežanija Stadium, em Belgrado, que tem capacidade para 2.000 espectadores. 
Atualmente compete na primeira divisão do Campeonato Sérvio de Futebol, onde nunca conseguiu muito destaque (a não ser o quarto lugar em 2006/07). 
Este resultado lhe garantiu a vaga na Copa da UEFA em 2007/08, quando disputou a primeira fase de qualificação. Foi eliminado pelo Besa Kavajë, da Albânia, empatando em casa por 2 a 2 e fora por 0 a 0, sendo eliminado pelo menor gols marcados no campo adversário.

## Nomes
- 1921 SOKO
- 1921 Bežanijski sportski klub
- 1946 FK Jedinstvo
- 1955 FK Bežanija

## Títulos
O clube não possui nenhum título de relevância